# Alberto David Branquinho
Alberto David Branquinho ComC • ComA • GOA • OSE • OIP (20 de Setembro de 1878 - 27 de Julho de 1932) foi um militar e político português.

## Biografia
Filho de José David e Cunha e de sua mulher Catarina Augusta de Macedo Branquinho.
Foi promovido a Alferes a 15 de Novembro de 1901.
Espírito culto e infatigável trabalhador, as instituições administrativas do Exército Português devem-lhe os mais assinalados serviços, tendo contribuído para assegurar-lhes, na nova orgânica militar, o papel de destaque que depois desfrutaram.
Sócio Efectivo, desde 1905, da "Revista Militar", Director da "Revista de Administração Militar" e do "Portugal Militar", foi Comandante da Antiga Escola de Aplicação e Director dos Serviços de Administração Militar.
Dedicado aos problemas coloniais e às questões pedagógicas, frequentou, em 1912, o curso da Escola Colonial e foi Professor distinto do Instituto dos Pupilos do Exército e do Instituto Feminino de Educação e Trabalho.
De 20 de Junho a 13 de Agosto de 1921 foi Governador Civil do Distrito de Braga.
Deputado pelo Círculo Eleitoral de Tomar em 1921, pertenceu a várias Comissões Parlamentares, às quais deu brilhante colaboração.
Versadíssimo em questões económicas, foi Vogal do Conselho de Administração da Marinha Mercante e do Conselho Superior de Ensino Comercial e Industrial, visitando, em 1922, em missão de estudo, várias Escolas Técnicas Alemãs.
Atingiou o posto de Coronel do Serviço de Administração Militar.
Além de numerosa colaboração nas revistas acima citadas, publicou, em 1902, o volume Administração Militar em Campanha, e, posteriormente, Administração Militar e Apontamentos dum curso comercial - Ano lectivo de 1915-1916 Contabilidade industrial, Lisboa, 1916.
A 15 de Fevereiro de 1919 foi feito Oficial da Ordem Militar de Sant'Iago da Espada, a 28 de Junho de 1919 foi feito Comendador da Ordem Militar de Cristo e Comendador da Ordem Militar de Avis, a 5 de Outubro de 1930 foi elevado a Grande-Oficial da Ordem Militar de Avis e a 20 de Março de 1931 foi feito Oficial da Ordem da Instrução Pública.